# Sven Anders Hedin
Sven Anders Hedin, född 19 augusti 1750 på Huseby bruk i Kronobergs län, död 19 oktober 1821 i Stockholm, var en svensk läkare.

## Biografi
Hedin blev student vid Uppsala universitet 1769 och medicine doktor 1775. Han var senare verksam i Stockholm, antogs 1778 till hovmedikus och utnämndes 1781 till assessor i Collegium medicum. Samma år företog han en utländsk vetenskaplig resa och återkom till Stockholm 1783, där han, sedan han förgäves sökt professuren i botanik vid Uppsala universitet, 1785 utnämndes till förste tjänstgörande hovläkare och 1792 befordrades till provinsialmedikus i Drottningholm och Svartsjö slotts län. Åren 1798–1808 var han intendent vid Medevi brunn. Under finska kriget 1808–09 var han fältläkare vid sjukhuset på Drottningholms slott. År 1813 utnämndes han till medicinalråd i Sundhetskollegium.
Hedin bedrev författarskap i en rad ämnen, men hans skrifter är till stor del endast sammanställningar av tidigare kunskaper. Viktigast bland hans arbeten är tidskrifterna "Vetenskapshandlingar för läkare och fältskärer" (1793–99, 1803–05), "Vetenskapsjournal för läkare och fältskärer" (1800–01) och "Samlingar i blandade ämnen för läkarevetenskapen och naturforskningen" (1810–12).
För spridande av medicinska kunskaper bland allmänheten utgav han bland annat Om de fördelar, hvilka vinnas genom att mödrarne sjelfve gifva di åt sina barn (1786), Handbok för pracktiska läkarevetenskapen (1796, andra upplagan 1798; supplement 1805) och Utkast till en handbok för brunnsgäster (1803). Som ledamot av Collegium medicum och medelst broschyrerna Kopporna kunna utrotas (1802) och Om smittkoppor och förvaringsmedel deremot (1808) arbetade han kraftfullt för vaccinationens införande. I särskilda arbeten skildrade han olika sidor av sin lärare Carl von Linnés verksamhet, till exempel i Qvid Linneo patri debeat medicina? (1784) och Minne af von Linné, fader och son (1808). Han blev ledamot av Vetenskapsakademien 1804 och anlitades ofta för att hålla minnestal över akademiens avgångna ledamöter.
Hedin var farfar till skådespelaren Svante Hedin och farfars far till upptäcktsresanden Sven Hedin. Han finns representerad vid bland annat Nationalmuseum i Stockholm.